# Älta
Älta est une localité de Suède dans la commune de Nacka située dans le comté de Stockholm.

## Démographie
Sa population était de 9 274 habitants en 2019.